# اسکاتس
اسکاتس نام زبانی از خانواده زبان‌های ژرمنی است که گویشوران آن در قسمت‌های جنوبی و شرقی اسکاتلند و بخش‌هایی از استان اولستر (جایی که به زبان اسکات اولستری معروف است) در جمهوری ایرلند پراکنده‌اند. در بیشتر مواقع این زبان را با نام اسکاتی علیا می شناسند تا بتوانند آن را از زبان گیلیک اسکاتلندی تمایز دهند.
در مورد زبان اسکاتس در میان زبان شناسان اتفاق نظر وجود ندارد. عده‌ای اسکاتس را زبانی مستقل و عضوی از خانواده زبان‌های ژرمنی می‌دانند، گروهی آن را گونه‌ای قدیمی از زبان انگلیسی و برخی نیز آن را گونه‌ای از انگلیسی اسکاتلندی استاندارد برمی‌شمرند.
زبان اسکاتس خود دارای گویش‌های چندی است، از جمله:
- اسکاتس جزیره‌ای (در جزایر شتلند و اورکنی)
- اسکاتس شمالی
- اسکاتس مرکزی
- اسکاتس جنوبی
- اسکاتس اولستر